# Каренц (Мекленбург)
Каренц (њем. Karenz) општина је у њемачкој савезној држави Мекленбург-Западна Померанија. Једно је од 89 општинских средишта округа Лудвигслуст. Према процјени из 2010. у општини је живјело 299 становника. Посједује регионалну шифру (AGS) 13054049.

## Географски и демографски подаци
Каренц се налази у савезној држави Мекленбург-Западна Померанија у округу Лудвигслуст. Општина се налази на надморској висини од 50 метара. Површина општине износи 6,8 km². У самом мјесту је, према процјени из 2010. године, живјело 299 становника. Просјечна густина становништва износи 44 становника/km².